# Рада з міжнародних відносин
Рада з міжнародних відносин (англ. Council on Foreign Relations) — неприбуткова позапартійна політична організація США заснована 1921 року в Нью-Йорку. Штаб-квартира у Вашингтоні та Нью-Йорку.
Друкований орган: часопис «Foreign Affairs» (раз на два місяці)